# N261 (België)
De N261 is een gewestweg in België tussen Ruisbroek (N266) en Brussel (N24). De weg heeft een lengte van ongeveer 7 kilometer.
De gehele weg bestaat uit twee rijstroken in beide rijrichtingen samen.

## N261a
De N261a is een aftakking van de N261 bij Drogenbos en gaat via de Grote Baan en Paul Gilsonlaan naar de N265a. Dit gedeelte van de weg is ongeveer 1,3 kilometer.

## N261b
De N261b is een aftakking van de N261 bij Drogenbos. De N261b is een 650 meter lange route die over de Kuikenstraat gaat.